# أسلم قادر
أسلم قادر (بالإنجليزية: Aslam Kader)‏ هو فارس هندي، ولد في 9 ديسمبر 1962 في مومباي في الهند.